# Kathedrale Mutter aller Nationen (Qaraghandy)

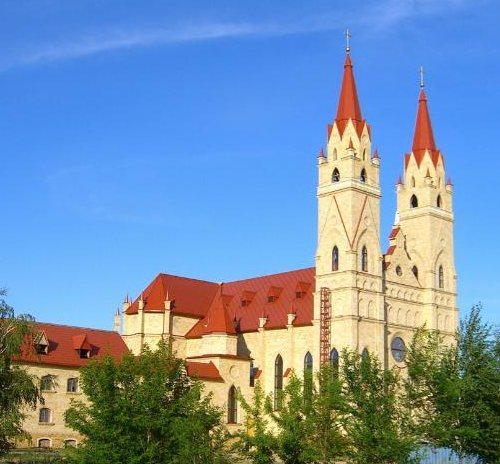
Kathedrale Mutter aller Nationen

Die Kathedrale Unserer Lieben Frau von Fatima Mutter aller Nationen (russisch Собор Пресвятой Девы Марии Фатимской) ist ein römisch-katholisches Kirchengebäude in der kasachischen Großstadt Qaraghandy. Sie ist die Kathedrale des Bistums Karaganda. Erbaut wurde die 42 Meter hohe Kathedrale von 2004 bis 2012. Der Bau des Gebäudes wurde durch Spenden finanziert.

## Baugeschichte
Am 3. September 2004 begann der vom deutschen Architekten Carl-Maria Ruf geplante Bau. Die Maße für die Kathedrale entwickelte Ruf nach dem Proportionskanon der Kathedrale von Chartres. Anfang 2006 wurde der Rohbau des Gebäudes abgeschlossen und die Fenster für das Bauwerk von Templin in Deutschland nach Qaraghandy gebracht. Im Juli 2007 wurde ein Fußboden aus Granitsteinplatten von einem italienischen Unternehmen als Geschenk zugesagt.
Mitte 2009 wurde dem kasachischen Präsidenten Nursultan Nasarbajew ein Modell der Kathedrale überreicht, das seit Ende August 2009 in der Hauptstadt Astana ausgestellt ist. Am 24. August 2009 wurden die beiden Turmkuppeln mit den, aus Österreich stammenden,  Kreuzen montiert.
Kardinaldekan Angelo Sodano weihte die größte katholische Kirche Zentralasiens am 9. September 2012 ein.

## Beschreibung
Die Gesamtlänge des Bauwerks beträgt rund 51 Meter, die Gesamtbreite ungefähr 31 Meter und die Höhe des Kirchenschiffs liegt bei 22 Metern. Die beiden Türme der Kathedrale ragen jeweils 42 Meter in die Höhe. Das 2000 Quadratmeter große Dach wurde mit Dachplatten des österreichischen Unternehmens PREFA gedeckt. Im Innenraum wurde eine Fußbodenheizung installiert.
Die Außenfassade der Kathedrale ist mit weiß-gelbem Naturstein aus dem Kaukasus verkleidet. Auch der Innenbereich wurde bis zu einer Höhe von zwei Metern mit dem Naturstein verkleidet, ebenso die Krypta und die Apsis.

## Ausstattung
Der neugotische Schreinaltar (Höhe 13,4 Meter) sowie zwei neugotische Seitenaltäre (Höhe 7,0 und 7,2 Meter) wurden im italienischen St. Ulrich in Gröden in Südtirol in Handarbeit gefertigt.
Die vier Bronzeglocken wurden 2009 von der Glockengießerei Grassmayr in Innsbruck angefertigt.
Die Glasmalereien in den Kirchenfenstern wurden von der Hösbacher Künstlerin Heide Kordes entworfen und überwiegend von der Firma Rothkegel Würzburg ausgeführt.

### Orgel
Die Orgel der Kathedrale wurde in den Jahren 2005 bis 2010 von der Orgelbaufirma Pflüger Orgelbau (Feldkirch, Österreich) hergestellt. Sie ist die einzige Konzertorgel in Kasachstan. Das Instrument hat 32 Register auf zwei Manualen und Pedal. Die Trakturen sind mechanisch.
| I Hauptwerk C–g3 |                |        |
| 1.               | Principal      | 16′    |
| 2.               | Principal      | 8′     |
| 3.               | Viola da Gamba | 8′     |
| 4.               | Hohlflöte      | 8′     |
| 5.               | Octav          | 4′     |
| 6.               | Blockflöte     | 4′     |
| 7.               | Quinte         | 2 ⁄3′  |
| 8.               | Octav          | 2′     |
| 9.               | Cornett V      | 2 ⁄3′  |
| 10.              | Mixtur IV-V    | 1 2⁄3′ |
| 11.              | Scharff III    | 1′     |
| 12.              | Trompete       | 8′     |

| II Schwellwerk C–g3 |                |       |
| 13.                 | Holzprincipal  | 8′    |
| 14.                 | Gedeckt        | 8′    |
| 15.                 | Salicional     | 8′    |
| 16.                 | Schwebung      | 8′    |
| 17.                 | Principal      | 4′    |
| 18.                 | Traversflöte   | 4′    |
| 19.                 | Sesquialter II | 2 ⁄3′ |
| 20.                 | Nachthorn      | 2′    |
| 21.                 | Plein jeux     | 2′    |
| 22.                 | Fagott         | 16′   |
| 23.                 | Trompete harm. | 8′    |
| 24.                 | Oboe           | 8′    |
|                     | Tremulant      |       |

| Pedal C–f1 |               |     |
| 25.        | Principalbass | 16′ |
| 26.        | Subbass       | 16′ |
| 27.        | Octavbass     | 8′  |
| 28.        | Flötbass      | 8′  |
| 29.        | Choralbass    | 4′  |
| 30.        | Posaune       | 16′ |
| 31.        | Trompete      | 8′  |
| 32.        | Clairon       | 4′  |

- Koppeln II/I, I/P, II/P